# Abbottabad
Abbottabad (Urdu ایبٹ آباد; /'abtəbat/) is een stad in de regio Hazara van de provincie Khyber-Pakhtunkhwa in Pakistan. De stad ligt in de Orashvallei 50 km ten noordoosten van Islamabad en 200 km ten oosten van Pesjawar op een hoogte van 1256 meter. In 1998 had de stad 27.915 inwoners.

## Geschiedenis

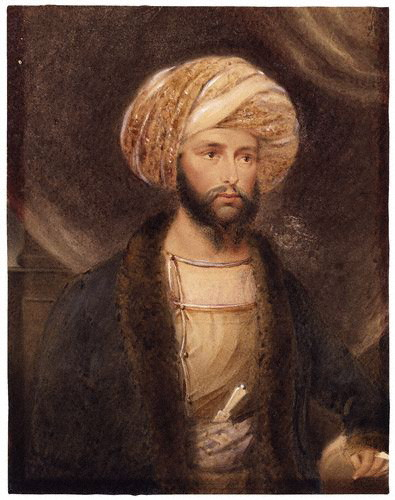
Sir James Abbott
(1841), B. Baldwin, National Portrait Gallery

De stad is genoemd naar de Britse officier James Abbott, die er aanspraak op maakte de plaats in 1853 te hebben gesticht als garnizoens- en sanatoriumstad.  In Abbottabad bevindt zich de Pakistaanse Militaire Academie, de academie waar officieren van het Pakistaanse leger worden getraind.

### Bin Laden
Abbottabad verwierf wereldwijd bekendheid doordat op 2 mei 2011 de internationaal gezochte terroristenleider Osama bin Laden er werd gedood bij een operatie van Amerikaanse elitetroepen. Het huis waar Bin Laden verbleef, bevond zich op 1,3 km van de Pakistaanse Militaire Academie, wat aanleiding gaf tot verdenkingen en kritiek op de Pakistaanse autoriteiten.

## Bezienswaardigheden
Aan de rand van de stad wordt een complex met onder meer een pretpark, sportpark en dierentuin van in totaal 50 hectare gebouwd.

## Geboren in Abbottabad
- Naeeda Aurangzeb (1974), Nederlands presentatrice, documentairemaker en auteur

## Galerij

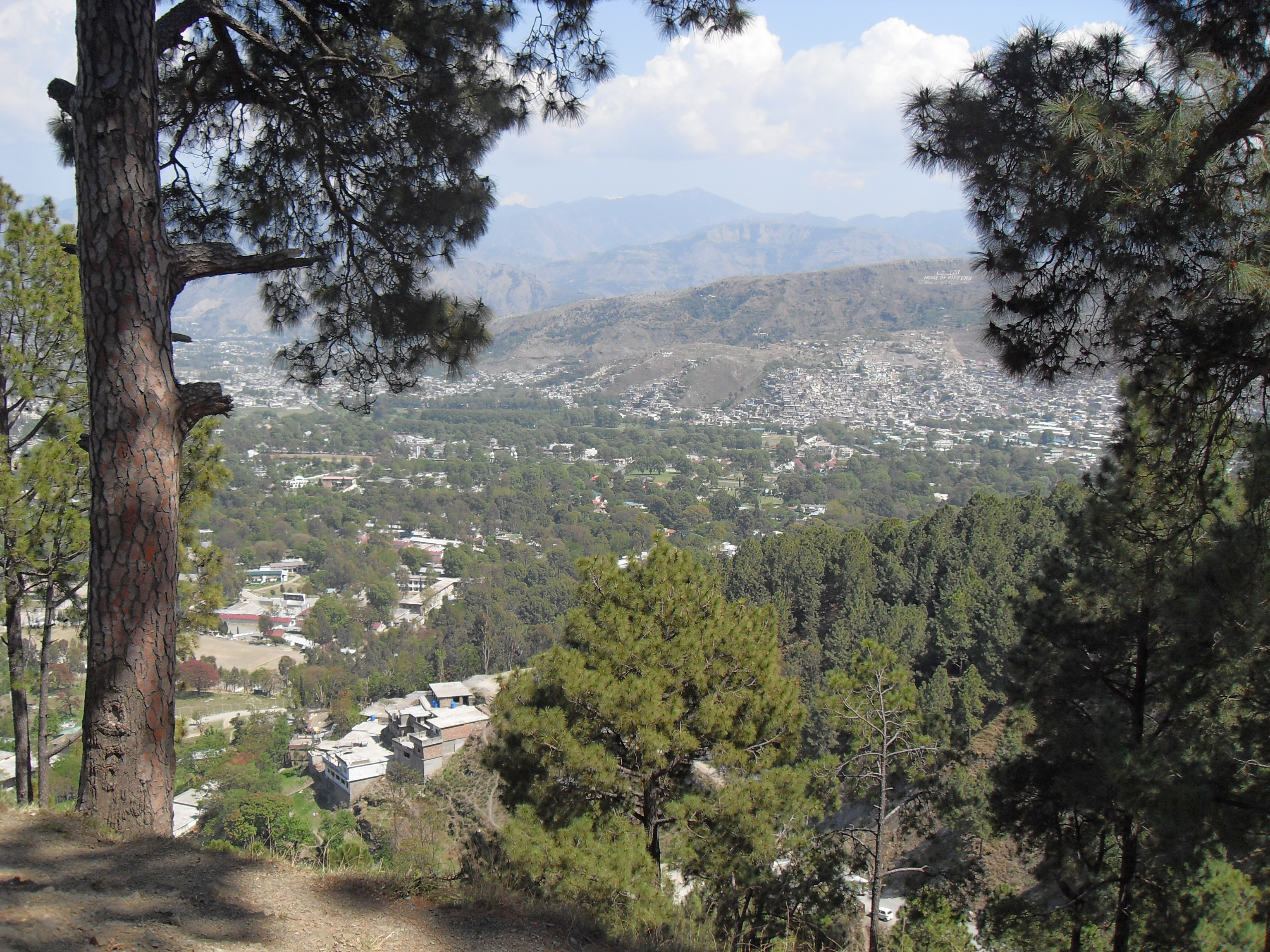
Abbottabad
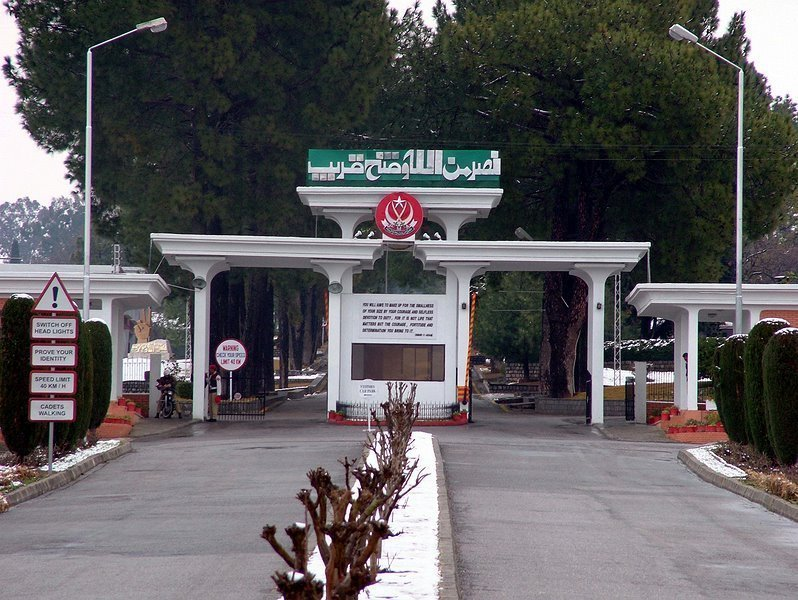
Pakistaanse Militaire Academie
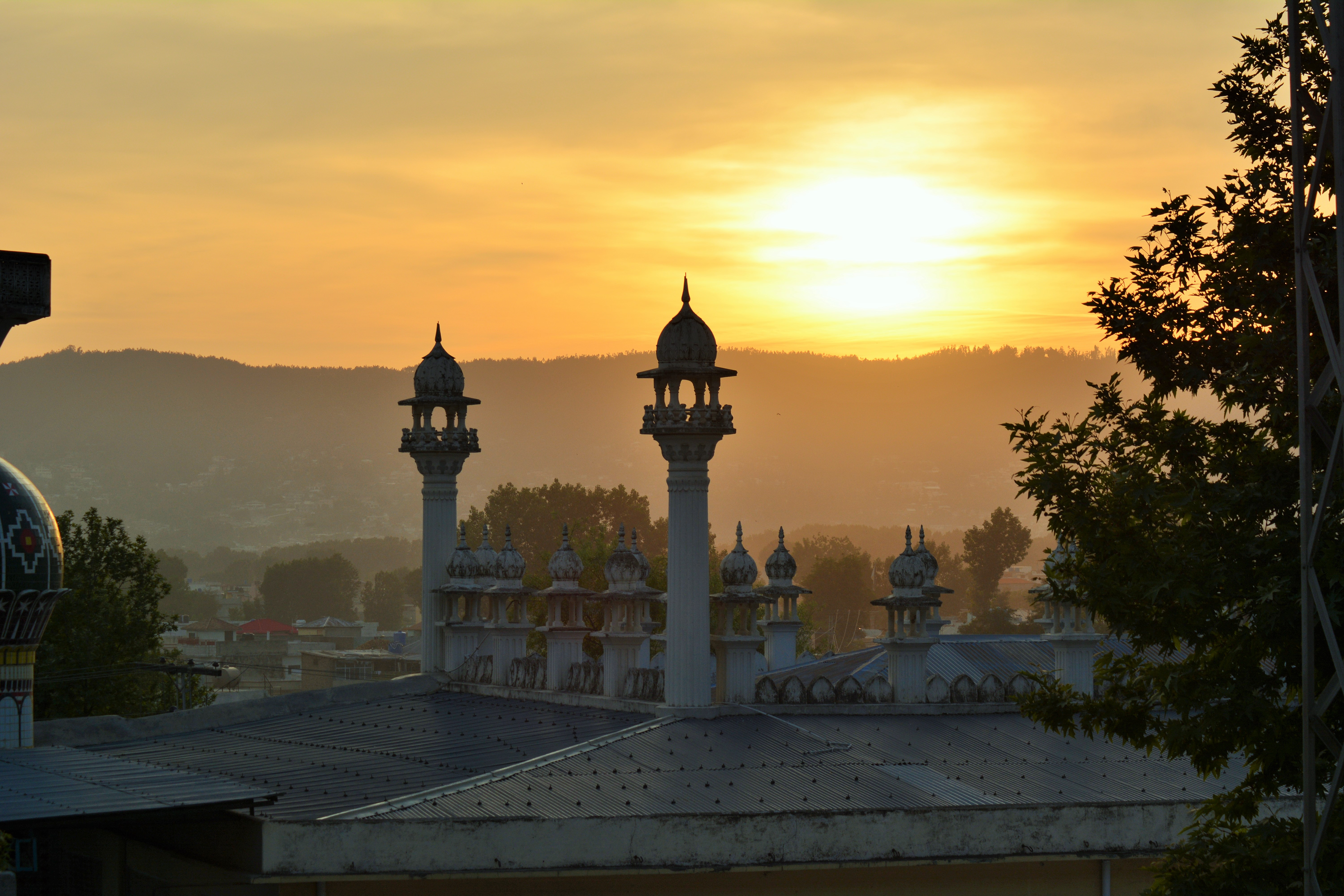
Ilyasi Moskee in Abbottabad
Abbottabad in Khyber Pakhtunkhwa